# شمنیسم: روش‌های باستانی خلسه

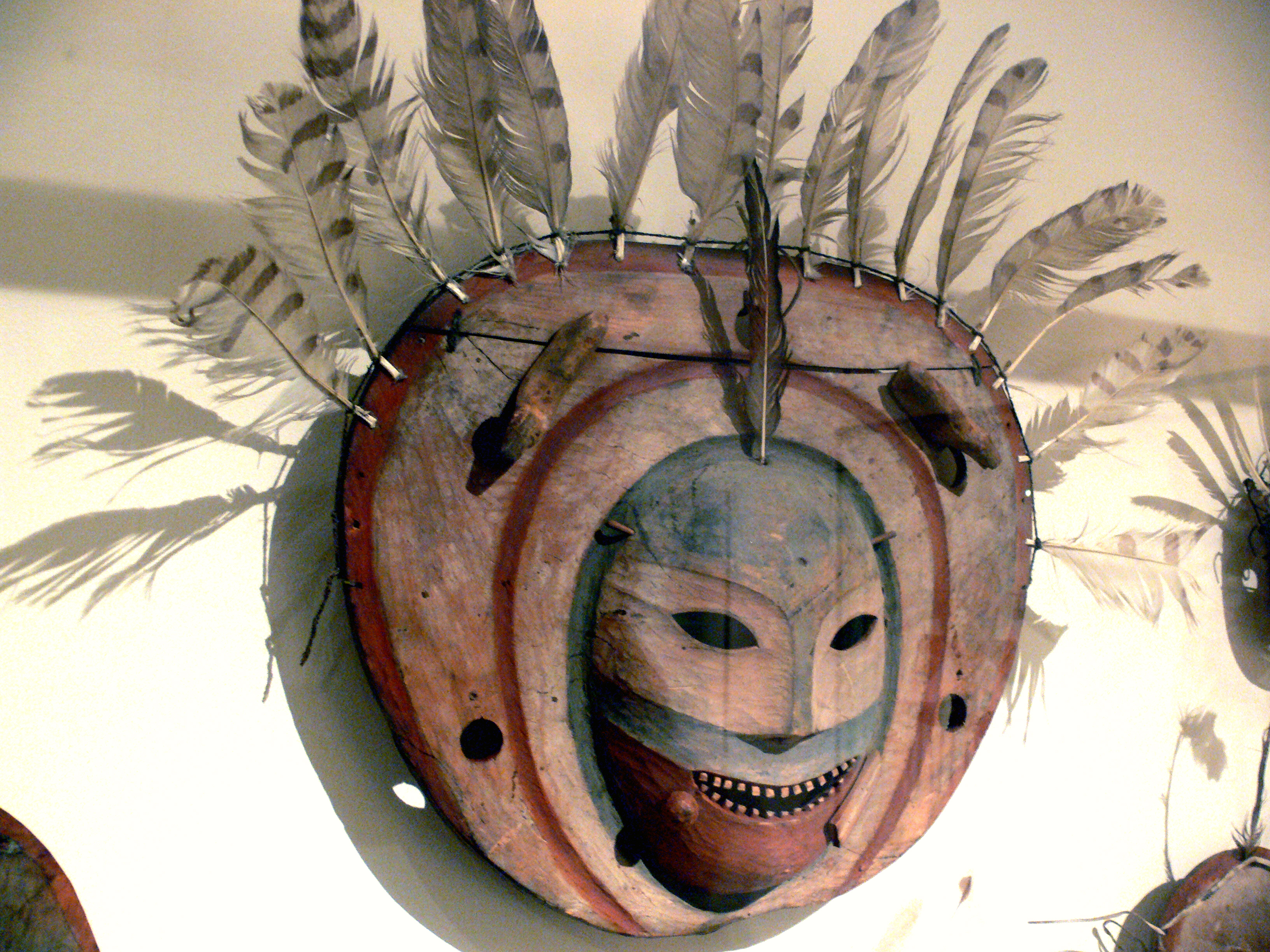
تصویر جلد در نسخه انگلیسی آن.

شمنیسم: تکنیک های باستانی خلسه یک مطالعه تاریخی در مورد اشکال مختلف شمنیسم در سراسر جهان است که توسط مورخ دین رومانیایی میرچا الیاده نوشته شده است. اولین بار در فرانسه توسط Librarie Payot با عنوان فرانسوی Le Chamanisme et les tekniks archaïques de l'extase در سال 1951 منتشر شد. این کتاب متعاقبا توسط ویلارد آر. تراسک به انگلیسی ترجمه و توسط انتشارات دانشگاه پرینستون در سال 1964 منتشر شد.
در زمان نگارش کتاب، الیاده قبل از درگیر شدن با سیاست راست افراطی در زادگاهش رومانی، مدرک دکترای خود را با مطالعه هندوئیسم در هند دریافت کرده بود. پس از روی کار آمدن دولت کمونیستی، او در سال 1945 به پاریس، فرانسه گریخت، جایی که یک موقعیت آکادمیک گرفت و شروع به مطالعه شمنیسم کرد و قبل از انتشار کتابش چندین مقاله آکادمیک در این زمینه نوشت.
نیمه اول شمنیسم به عناصر مختلف تمرین شمنی، مانند ماهیت بیماری و رویاهای آغازین، روش کسب قدرت شمن، نقش آغاز شمن و نمادگرایی لباس و طبل شمن می پردازد. نیمه دوم کتاب به توسعه شمنیسم در هر منطقه از جهان که در آن یافت می شود، از جمله آسیای مرکزی و شمالی، قاره آمریکا، آسیای جنوب شرقی و اقیانوسیه و همچنین تبت، چین و خاور دور می‌پردازد. الیاده استدلال می‌کند که همه این شمنیسم‌ها باید منبع مشترکی به عنوان دین اصلی بشریت در دوران پارینه سنگی داشته باشند.